# Leopold Hubert
Leopold Hubert (ur. 1832 w Warszawie, zm. 6 listopada 1884 tamże) – polski historyk, bibliotekarz, archiwista, wydawca i edytor źródeł historycznych .

## Życiorys
Leopold Hubert był synem Walentego, archiwisty, od 1853 kierownikiem Archiwum Głównego Akt Dawnych w Warszawie .
Leopold ukończył gimnazjum w Warszawie, prawdopodobnie nie ukończył żadnych studiów wyższych. W 1852 rozpoczął pracę w Archiwum Głównego Akt Dawnych. Był aktywnym współpracownikiem "Tygodnika Ilustrowanego" oraz "Biblioteki Warszawskiej", gdzie publikował artykuły oparte na samodzielnej pracy badawczej. 
W wyniku powstania styczniowego, mimo złożenia obciążających zeznań członka Rządu Narodowego Piotra Kobylańskiego został aresztowany i zesłany na Syberię. Po powrocie z zesłania osiadł w Warszawie i w 1858 r. objął obowiązki kustosza w Bibliotece Ordynacji Zamojskiej w Warszawie, które pełnił do 1870 r.

## Dzieła
Był encyklopedystą piszącym hasła do 28-tomowej Encyklopedii Powszechnej Orgelbranda z lat 1859–1868. Jego nazwisko wymienione jest w I tomie z 1859 roku na liście twórców zawartości tej encyklopedii .
Był edytorem materiałów źródłowych z historii Polski. Najbardziej jest znany z publikacji Pamiętników historycznych T. 1-2 wydanych w Warszawie w 1861 roku.